# Humble Kirke
Humble Kirke ligger højt og er med sine mange udvidelser meget anselig. Det er oprindeligt en senromansk kirke fra 1250 med kor og skib, opført af tegl med sokkel af granit. Men der har været mange udvidelser, både i romansk og gotisk tid helt frem til omkring år 1500. Korsarmene er de ældste tilføjelser. Tårnet i gotisk stil er opført over den søndre korsarm, hvilket er usædvanligt. Kirken er udvidet både mod øst og vest. Desuden er der opført sakristi og våbenhus.
I sit storværk De Danskes Øer roser Achton Friis Humble Kirke således: »Paa Vej til „Kong Humbles Grav“ passerede vi Landsbyen Humble, hvis store Kirke er beundringsværdig smuk.«
- Kirken set fra sydvest – tårnet vender mod syd
- Kirkeskibet set mod orglet
- Døbefonten